# 金研周
金妍周（韓語：김연주，1980年8月30日—），韓國女演員。第43屆韓國小姐。

## 演出作品

### 電視劇
- 2000年：MBC《媽媽姐姐》
- 2002年：SBS《冰花》
- 2003年：KBS《珍珠項鍊》
- 2004年：KBS《狗兒來福》
- 2005年：MBC《悲傷戀歌》飾演 車華貞
- 2008年：SBS《小媳婦與少奶奶》飾演 金茱莉
- 2010年：MBC《愛的烙印 紅字》飾演 車慧蘭
- 2011年：KBS《榮光的在仁》飾演 金慶珠
- 2013年：tvN《瘋狂愛情》飾演 韓奈映
- 2013年：MBC《歐若拉公主》飾演 尹尚娥（客串）

### 電影
- 2004年：《Shin Suk-ki Blues》

## 外部連結
- NAVER搜索 （页面存档备份，存于）